# アドマイヤボサツ
 アドマイヤボサツ（1990年5月15日 - ?）は、日本中央競馬会に所属していた競走馬。
馬齢は2000年以前に使用されていた旧表記（数え年）を用いる。

## 経歴
父・リーチはネイティヴダンサー系クリスの直仔で、イギリスGIIロイヤルロッジステークスを勝った上級馬。2年間の英国での供用を経て日本に輸入され、一足先に外国産馬として輸入されていたリーチシンボリがまずまず走ったため期待されたが、準オープンで頭打ちになる産駒が多かった。成功したとはいえず、アドマイヤボサツが唯一の活躍馬であった。母系は祖母のマツトミバードがシーバードとフロッシーの間に生まれた仔であった。

### 戦績
1993年（4歳）3月に阪神ダート1800mの未出走でデビューし、2着に終わったが、4月の2戦目の未出走では上村洋行騎乗で初勝利を挙げる。3戦目は飯田祐史が乗って初めて着外に終わるが、デビュー以来の南井克巳が手綱に戻した4戦目に2勝目を挙げる。その後は芝にも挑戦するが失敗に終わり、11月には初めて関東に遠征し、東京のテレビ静岡賞（1500万下）を2着とする。暮れには中京のウインターステークスで重賞に初挑戦。勝ったローリエアンドレや2着のメジロモネには4馬身離されたが、3着のヘイセイシルバーにクビ差迫る4着で、ミスタートウジンやツジユートピアンに先着した。1994年（5歳）は自己条件に戻った年明け初戦の雅ステークス（1500万下）こそ勝ったが、その後は使い詰めの疲れが出て7連敗と不振に陥る。最高でも3月の仁川ステークス4着と掲示板に入ったのも一度だけで、4月の栗東ステークスから12月のサンタクロースハンデキャップ（1500万下）にかけては4戦連続2桁着順に終わった。1995年（6歳）は田中勝春騎乗の金蹄ステークスで1年ぶりの勝利を挙げ、春には2度目の芝に挑戦。ナリタブライアン圧勝の阪神大賞典で同じダート馬のキソジゴールドにも先着を許す9着、カネツクロスが勝ったエプソムカップではウインドフィールズに先着することはできたものの9着と失敗。ここで初めて完全なダート馬と見なされ、佐賀へ遠征して交流重賞になった開設記念に参戦。このレースから芹沢純一が主戦騎手となり、当日は2番人気でヨシノキング（大井）に2馬身差の快勝。オーナーの近藤と共に重賞初制覇を挙げると、続く小倉のKBC杯もレコードで快勝。アンドロメダステークスは格上挑戦のオースミレパードに4着と敗れ、2度目の遠征となった笠松のオグリキャップ記念はマルブツセカイオー（愛知）の2着であった。大目標にしていた暮れの東京大賞典は早めの現地入りで入念に調整されたが、当日は交流元年に各地のダート重賞を勝ちまくっていたライブリマウント、船橋で中央馬と激闘を繰り広げていたアマゾンオペラが一騎討ちムードで人気を二分。アドマイヤボサツはイナリワン産駒の東京王冠賞馬ツキフクオー、夏の佐賀開設記念で先着していたヨシノキング、同じ中央馬キソジゴールドよりも低評価の6番人気であった。レースは強豪揃いの2800mという長丁場戦で、直線で人気馬がもがく中を同じ中央馬キソジゴールドに3/4馬身差を付けて快勝。ゴール後に芹沢はガッツポーズを見せ、近藤を含む人馬共に初のビッグタイトルとなった。1996年（7歳）はそれまで実績の無かった京都の平安ステークスから始動し、逃げた人気のライデンリーダー（笠松）が直線で力尽きる中、上がり35秒7の瞬発力を発揮して中央重賞初制覇。重賞2連勝を決めたほか、近藤にも中央重賞初勝利をもたらした。出走の意思を表明していた第1回ドバイワールドカップは日本代表の枠から漏れ、当時GIIのフェブラリーステークスは雪の中でホクトベガに歯が立たず11着大敗。59kgを背負ったアンタレスステークスは8着、旭川のブリーダーズゴールドカップはメイショウアムールにクビ差の2着。その後はシーサイドステークス6着、浦和記念3着、連覇を狙った東京大賞典はキョウトシチーの7着に終わる。1997年（8歳）は南井に乗り替わった川崎記念で7着に終わり、結局平安ステークスを最後に勝利を挙げられず、障害競走に転向。7月の小倉の未勝利戦では初障害ながら1番人気に支持されたが、競走中止。同年引退。

### 引退後
引退後は種牡馬にはなれなかったが、エクセルマネジメントの功労馬馬房に入り、エリモブライアンと余生を過ごしている。この2頭は軽種馬育成調教センターの引退名馬飼養環境整備事業の助成対象馬として助成金の交付を受けていた。だが、2012年に助成対象から外れている。

## 競走成績
以下の内容は、JBISサーチおよびnetkeiba.comに基づく。
| 競走日     | 競馬場 | 競走名             | 格       | 距離（馬場）  | 頭 数 | 枠 番 | 馬 番 | オッズ （人気） | 着順 | タイム （上がり） | 着差 | 騎手      | 斤量 [kg] | 1着馬（2着馬）       | 馬体重 [kg] |
| ---------- | ------ | ------------------ | -------- | ------------- | ----- | ----- | ----- | --------------- | ---- | ----------------- | ---- | --------- | --------- | -------------------- | ----------- |
| 1993.03.27 | 阪神   | 4歳未出走          |          | ダ1800m（稍） | 16    | 6     | 11    | 018.60（8人）   | 02着 | R1:59.1（53.2）   | -0.2 | 0南井克巳 | 55        | マチカネミダレガミ   | 506         |
| 0000.04.17 | 阪神   | 4歳未出走          |          | ダ1800m（良） | 16    | 4     | 8     | 005.40（2人）   | 01着 | R1:57.4（52.6）   | -0.6 | 0上村洋行 | 54        | （ドージマタイヨウ） | 504         |
| 0000.05.16 | 京都   | 4歳500万下         |          | ダ1800m（良） | 16    | 1     | 1     | 007.50（3人）   | 08着 | R1:53.6（38.1）   | -0.7 | 0飯田祐史 | 52        | リアリスティック     | 504         |
| 0000.05.29 | 阪神   | 4歳500万下         |          | ダ1800m（良） | 15    | 7     | 13    | 006.00（3人）   | 01着 | R1:53.6（38.3）   | -0.3 | 0南井克巳 | 55        | （オオシマピレネー） | 498         |
| 0000.06.13 | 阪神   | 白百合S            | OP       | 芝2000m（良） | 8     | 6     | 6     | 015.10（6人）   | 07着 | R2:09.9（39.4）   | -2.5 | 0南井克巳 | 55        | ミスズシンザン       | 502         |
| 0000.08.15 | 函館   | 潮騒特別           | 900万下  | ダ1700m（稍） | 12    | 2     | 2     | 005.70（2人）   | 06着 | R1:47.1（40.2）   | -1.1 | 0南井克巳 | 55        | キタサンムサシ       | 522         |
| 0000.08.28 | 函館   | 函館日刊スポーツ杯 | 900万下  | 芝2000m（不） | 8     | 3     | 3     | 022.00（7人）   | 08着 | R2:10.0（41.7）   | -3.2 | 0南井克巳 | 52        | デンバーシチー       | 520         |
| 0000.09.19 | 阪神   | 新涼特別           | 900万下  | ダ1800m（良） | 16    | 6     | 11    | 022.40（8人）   | 04着 | R1:53.9（39.3）   | -0.8 | 0山田泰誠 | 55        | サンブリッジシチー   | 496         |
| 0000.10.03 | 阪神   | 4歳上900万下       |          | ダ1800m（稍） | 11    | 4     | 4     | 003.40（2人）   | 01着 | R1:53.6（38.1）   | -0.4 | 0南井克巳 | 55        | （リュウフロリスト） | 496         |
| 0000.11.07 | 東京   | テレビ静岡賞       | 1500万下 | ダ2100m（良） | 15    | 1     | 1     | 014.70（9人）   | 02着 | R2:13.2（39.0）   | -1.0 | 0橋本広喜 | 55        | エイシンライジン     | 496         |
| 0000.12.18 | 中京   | ウインターS        | GIII     | ダ2300m（良） | 14    | 6     | 10    | 019.30（8人）   | 04着 | R2:28.3（37.2）   | -0.8 | 0南井克巳 | 53        | ローリエアンドレ     | 496         |
| 1994.01.08 | 阪神   | 雅S                | 1500万下 | ダ1800m（良） | 11    | 5     | 5     | 003.40（2人）   | 01着 | R1:54.2（37.3）   | -0.0 | 0南井克巳 | 56        | （ポットリチャード） | 498         |
| 0000.02.26 | 中京   | プロキオンS        | OP       | ダ1700m（良） | 13    | 8     | 13    | 004.10（1人）   | 06着 | R1:48.3（39.6）   | -0.5 | 0南井克巳 | 54        | ヤグライーガー       | 500         |
| 0000.03.12 | 中山   | マーチS            | GIII     | ダ1800m（重） | 16    | 6     | 12    | 026.9（10人）   | 09着 | R1:51.3（37.2）   | -1.3 | 0南井克巳 | 54        | バンブーゲネシス     | 494         |
| 0000.03.26 | 阪神   | 仁川S              | OP       | ダ1800m（良） | 11    | 2     | 2     | 005.80（3人）   | 04着 | R1:53.5（37.6）   | -0.2 | 0南井克巳 | 54        | イイデタイショウ     | 496         |
| 0000.04.23 | 阪神   | 栗東S              | OP       | ダ1400m（重） | 14    | 5     | 7     | 023.7（11人）   | 10着 | R1:24.5（37.2）   | -1.5 | 0南井克巳 | 54        | マルタカトウコウ     | 494         |
| 0000.11.06 | 東京   | テレビ静岡賞       | 1500万下 | ダ2100m（不） | 15    | 7     | 12    | 017.90（8人）   | 10着 | R2:13.9（38.5）   | -1.9 | 0田中勝春 | 57        | ダンディタイタン     | 488         |
| 0000.12.11 | 中山   | 市川S              | 1500万下 | ダ1800m（良） | 16    | 5     | 10    | 021.00（8人）   | 10着 | R1:54.6（39.9）   | -1.5 | 0武豊     | 57        | ユーフォリア         | 480         |
| 0000.12.24 | 阪神   | サンタクロースH    | 1500万下 | ダ1800m（良） | 16    | 7     | 13    | 018.20（5人）   | 13着 | R1:53.7（38.6）   | -1.1 | 0上村洋行 | 56        | メモリーキャッチ     | 494         |
| 1995.01.14 | 京都   | 雅S                | 1500万下 | ダ1800m（良） | 16    | 7     | 13    | 047.7（14人）   | 07着 | R1:53.1（38.6）   | -1.0 | 0南井克巳 | 56        | リドガイ             | 490         |
| 0000.02.04 | 東京   | 金蹄S              | 1500万下 | ダ2100m（良） | 11    | 5     | 5     | 016.80（8人）   | 01着 | R2:12.0（37.3）   | -0.3 | 0田中勝春 | 56        | （キャンドルタイム） | 496         |
| 0000.02.25 | 京都   | 仁川S              | OP       | ダ1800m（良） | 15    | 8     | 15    | 022.50（9人）   | 03着 | R1:52.6（36.5）   | -0.1 | 0南井克巳 | 55        | マルブツキラメキ     | 496         |
| 0000.03.12 | 京都   | 阪神大賞典         | GII      | 芝3000m（良） | 11    | 3     | 3     | 130.90（8人）   | 09着 | R3:10.0（35.2）   | -1.8 | 0上村洋行 | 57        | ナリタブライアン     | 490         |
| 0000.06.10 | 東京   | エプソムC          | GIII     | 芝1800m（重） | 13    | 7     | 11    | 130.9（12人）   | 09着 | R1:48.9（35.9）   | -0.9 | 0蛯名正義 | 53        | カネツクロス         | 502         |
| 0000.07.02 | 佐賀   | 開設記念           | 重賞     | ダ2000m（不） | 11    | 7     | 10    | 00 - 00（2人）  | 01着 | R2:07.9           | -0.4 | 0芹沢純一 | 57        | （ヨシノキング）     | 509         |
| 0000.07.16 | 小倉   | KBC杯              | OP       | ダ1700m（良） | 10    | 8     | 9     | 001.90（1人）   | 01着 | R1:44.6（37.5）   | -0.3 | 0芹沢純一 | 56        | （スズノパトリック） | 494         |
| 0000.10.29 | 京都   | アンドロメダS      | OP       | ダ1800m（良） | 10    | 8     | 9     | 013.80（5人）   | 04着 | R1:50.6（37.3）   | -0.2 | 0芹沢純一 | 57        | オースミレパード     | 484         |
| 0000.11.23 | 笠松   | オグリキャップ記念 | 重賞     | ダ2500m（不） | 10    | 7     | 7     | 00 - 00（2人）  | 02着 | R2:47.3           | -0.4 | 0芹沢純一 | 56        | マルブツセカイオー   | 502         |
| 0000.12.21 | 大井   | 東京大賞典         | 重賞     | ダ2800m（良） | 16    | 4     | 8     | 00 - 00（6人）  | 01着 | R3:01.7           | -0.2 | 0芹沢純一 | 56        | （キソジゴールド）   | 497         |
| 1996.01.15 | 京都   | 平安S              | GIII     | ダ1800m（稍） | 11    | 5     | 5     | 007.50（5人）   | 01着 | R1:50.5（35.7）   | -0.2 | 0芹沢純一 | 58        | （オースミレパード） | 506         |
| 0000.02.17 | 東京   | フェブラリーS      | GII      | ダ1600m（良） | 15    | 6     | 10    | 003.90（2人）   | 11着 | R1:38.5（38.3）   | -2.0 | 0芹沢純一 | 57        | ホクトベガ           | 506         |
| 0000.06.29 | 阪神   | アンタレスS        | GIII     | ダ1800m（重） | 15    | 3     | 5     | 018.30（8人）   | 08着 | R1:51.0（37.8）   | -0.9 | 0芹沢純一 | 59        | テセウスフリーゼ     | 492         |
| 0000.08.15 | 旭川   | ブリーダーズGC     | 重賞     | ダ2300m（重） | 10    | 2     | 2     | 00 - 00（4人）  | 02着 | R2:30.3           | -0.1 | 0芹沢純一 | 55        | メイショウアムール   | 488         |
| 0000.09.07 | 函館   | シーサイドS        | GIII     | ダ1700m（良） | 12    | 5     | 5     | 007.10（3人）   | 06着 | R1:45.9（39.0）   | -0.6 | 0芹沢純一 | 57        | キョウトシチー       | 500         |
| 0000.12.04 | 浦和   | 浦和記念           | 重賞     | ダ2000m（良） | 9     | 5     | 5     | 00 - 00（5人）  | 03着 | R2:06.4           | -0.9 | 0芹沢純一 | 55        | ホクトベガ           | 492         |
| 0000.12.29 | 大井   | 東京大賞典         | 重賞     | ダ2800m（良） | 15    | 6     | 11    | 00 - 00（3人）  | 07着 | R3:02.0           | -0.8 | 0芹沢純一 | 55        | キョウトシチー       | 480         |
| 1997.02.05 | 川崎   | 川崎記念           | 重賞     | ダ2000m（稍） | 11    | 6     | 6     | 00 - 00（6人）  | 08着 | R2:10.0           | -3.3 | 0南井克巳 | 55        | ホクトベガ           | 490         |
| 0000.07.20 | 小倉   | 障害4歳上未勝利    |          | 芝2950m（良） | 11    | 7     | 9     | 002.70（1人）   |      | 競走中止          |      | 0北村卓士 | 59        | イブキサイレンス     | 508         |

## 血統表
| アドマイヤボサツの血統        | アドマイヤボサツの血統                      | アドマイヤボサツの血統           | （血統表の出典）                 | （血統表の出典） |
| 父系                          | ネイティヴダンサー系                        | ネイティヴダンサー系             | ネイティヴダンサー系             | [ § 2 ]          |
| 父 *リーチ Reach 1982 鹿毛    | 父の父Kris 1976 栗毛                        | Sharpen Up                       | Atan                             | Atan             |
| 父 *リーチ Reach 1982 鹿毛    | 父の父Kris 1976 栗毛                        | Sharpen Up                       | Rocchetta                        |                  |
| 父 *リーチ Reach 1982 鹿毛    | 父の父Kris 1976 栗毛                        | Doubly Sure                      | Reliance                         | Reliance         |
| 父 *リーチ Reach 1982 鹿毛    | 父の父Kris 1976 栗毛                        | Doubly Sure                      | Soft Angels                      |                  |
| 父 *リーチ Reach 1982 鹿毛    | 父の母Gift Wrapped 1977 鹿毛                | Wolver Hollow                    | Sovereign Path                   | Sovereign Path   |
| 父 *リーチ Reach 1982 鹿毛    | 父の母Gift Wrapped 1977 鹿毛                | Wolver Hollow                    | Cygnet                           |                  |
| 父 *リーチ Reach 1982 鹿毛    | 父の母Gift Wrapped 1977 鹿毛                | Doc Nan                          | Francis S.                       | Francis S.       |
| 父 *リーチ Reach 1982 鹿毛    | 父の母Gift Wrapped 1977 鹿毛                | Doc Nan                          | Betty W.                         |                  |
| 母 シャダイウェーブ 1980 鹿毛 | 母の父*ナイスダンサー Nice Dancer 1969 鹿毛 | Northern Dancer                  | Nearctic                         | Nearctic         |
| 母 シャダイウェーブ 1980 鹿毛 | 母の父*ナイスダンサー Nice Dancer 1969 鹿毛 | Northern Dancer                  | Natalma                          |                  |
| 母 シャダイウェーブ 1980 鹿毛 | 母の父*ナイスダンサー Nice Dancer 1969 鹿毛 | Nice Princess                    | Le Beau Prince                   | Le Beau Prince   |
| 母 シャダイウェーブ 1980 鹿毛 | 母の父*ナイスダンサー Nice Dancer 1969 鹿毛 | Nice Princess                    | Happy Night                      |                  |
| 母 シャダイウェーブ 1980 鹿毛 | 母の母マツトミバード 1972 黒鹿毛            | Sea-Bird                         | Dan Cupid                        | Dan Cupid        |
| 母 シャダイウェーブ 1980 鹿毛 | 母の母マツトミバード 1972 黒鹿毛            | Sea-Bird                         | Sicalade                         |                  |
| 母 シャダイウェーブ 1980 鹿毛 | 母の母マツトミバード 1972 黒鹿毛            | Flossy                           | *スパイウェル                    | *スパイウェル    |
| 母 シャダイウェーブ 1980 鹿毛 | 母の母マツトミバード 1972 黒鹿毛            | Flossy                           | Floralie                         |                  |
| 母系(F-No.)                   | (FN:21-a)                                   | (FN:21-a)                        | (FN:21-a)                        | [ § 3 ]          |
| 5代内の近親交配               | Native Dancer 5 × 5 × 5 = 9.38％            | Native Dancer 5 × 5 × 5 = 9.38％ | Native Dancer 5 × 5 × 5 = 9.38％ | [ § 4 ]          |
| 出典                          | 1. 2. 3. 4.                                 | 1. 2. 3. 4.                      | 1. 2. 3. 4.                      | 1. 2. 3. 4.      |